# 岡俊二

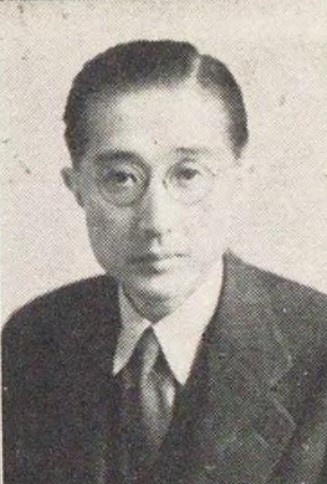
岡俊二

岡 俊二（おか しゅんじ、1899年（明治32年）8月29日 - 1974年（昭和49年）10月22日）は、昭和期の政治家、華族。貴族院男爵議員。

## 経歴
医師・岡玄卿の長男として生まれる。父の死去に伴い、1925年（大正14年）5月1日、男爵を襲爵した。
1925年、東京帝国大学経済学部を卒業した。同年、第一生命保険に入社し、その後、同社秘書役を務めた。
1945年（昭和20年）10月27日、貴族院男爵議員補欠選挙で当選し、公正会に属して活動し、1947年5月2日の貴族院廃止まで在任した。

## 親族
- 母 芙茨（ふじ、加藤宗吉長女）[1][4]
- 先妻 春子（磯部正春三女）[1]
- 後妻 鶴子（榊保三郎長女）[1]
- 長男 保正[1]